# Liste der Ortschaften im Bezirk Oberwart
Die Liste der Ortschaften im Bezirk Oberwart enthält die Gemeinden und ihre zugehörigen Ortschaften im burgenländischen Bezirk Oberwart (in Klammern stehen die Einwohnerzahlen zum Stand 1. Jänner 2024):
- Bad Tatzmannsdorf (776)
  - Jormannsdorf (670)
  - Sulzriegel (209)

- Badersdorf (290)

- Bernstein (969)
  - Dreihütten (124)
  - Redlschlag (360)
  - Rettenbach (290)
  - Stuben (397)

- Deutsch Schützen-Eisenberg
  - Deutsch-Schützen (360)
  - Edlitz im Burgenland (94)
  - Eisenberg an der Pinka (450)
  - Höll (59)
  - Sankt Kathrein im Burgenland (98)

- Grafenschachen (968)
  - Kroisegg (266)

- Großpetersdorf (2720)
  - Kleinpetersdorf (249)
  - Kleinzicken (103)
  - Miedlingsdorf (208)
  - Welgersdorf (318)

- Hannersdorf (400)
  - Burg (213)
  - Woppendorf (124)

- Jabing (729)

- Kemeten (1553)

- Kohfidisch (900)
  - Harmisch (140)
  - Kirchfidisch (405)

- Litzelsdorf (1145)

- Loipersdorf-Kitzladen
  - Kitzladen (319)
  - Loipersdorf im Burgenland (1049)

- Mariasdorf (438)
  - Bergwerk (104)
  - Grodnau (295)
  - Neustift bei Schlaining (139)
  - Tauchen (153)

- Markt Allhau (1417)
  - Buchschachen (526)

- Markt Neuhodis (527)
  - Althodis (143)

- Mischendorf (525)
  - Großbachselten (100)
  - Kleinbachselten (124)
  - Kotezicken (251)
  - Neuhaus in der Wart (197)
  - Rohrbach an der Teich (269)

- Neustift an der Lafnitz (829)

- Oberdorf im Burgenland (984)

- Oberschützen (1177)
  - Aschau im Burgenland (382)
  - Schmiedrait (113)
  - Unterschützen (492)
  - Willersdorf (323)

- Oberwart (7707)
  - Sankt Martin in der Wart (312)

- Pinkafeld (5608)
  - Hochart (343)

- Rechnitz (3041)

- Riedlingsdorf (1669)

- Rotenturm an der Pinka (955)
  - Siget in der Wart (289)
  - Spitzzicken (181)

- Schachendorf (423)
  - Dürnbach im Burgenland (316)

- Schandorf (329)

- Stadtschlaining (714)
  - Altschlaining (282)
  - Drumling (229)
  - Goberling (401)
  - Neumarkt im Tauchental (386)

- Unterkohlstätten (227)
  - Glashütten bei Schlaining (107)
  - Günseck (161)
  - Holzschlag (288)
  - Oberkohlstätten (199)

- Unterwart (742)
  - Eisenzicken (259)

- Weiden bei Rechnitz (111)
  - Allersdorf im Burgenland (47)
  - Allersgraben (37)
  - Mönchmeierhof (62)
  - Oberpodgoria (99)
  - Podler (75)
  - Rauhriegel (19)
  - Rumpersdorf (104)
  - Unterpodgoria (35)
  - Zuberbach (224)

- Wiesfleck (840)
  - Schönherrn (80)
  - Schreibersdorf (218)
  - Weinberg im Burgenland (69)

- Wolfau (1528)